# Daniele Campigotto
Daniele Campigotto (* 12. März 2003) ist eine brasilianische Leichtathletin, die im Sprint und im Hürdenlauf an den Start geht. Mit der brasilianischen 4-mal-100-Meter-Staffel wurde sie 2025 in Mar del Plata Südamerikameisterin.

## Sportliche Laufbahn
Erste Erfahrungen bei internationalen Meisterschaften sammelte Daniele Campigotto im Jahr 2021, als sie bei den U20-Südamerikameisterschaften in Lima in 13,99 s die Goldmedaille über 100 m Hürden gewann. Anschließend schied sie bei den U20-Weltmeisterschaften in Nairobi mit 14,49 s in der ersten Runde aus, ehe sie bei den U23-Südamerikameisterschaften in Guayaquil in 14,44 s die Bronzemedaille hinter ihrer Landsfrau Ketiley Batista und Nicole Caicedo aus Ecuador gewann. 2024 gewann sie bei den U23-Südamerikameisterschaften in Bucaramanga in 11,71 s die Bronzemedaille im 100-Meter-Lauf hinter den Kolumbianerinnen Laura Martínez und Marlet Ospino und sicherte sich auch über 200 Meter in 24,00 s hinter diesen beiden Athletinnen die Bronzemedaille. Zudem siegte sie in 45,60 s mit der brasilianischen 4-mal-100-Meter-Staffel. Im Jahr darauf siegte sie bei den Südamerikameisterschaften in Mar del Plata in 44,35 s gemeinsam mit Gabriela Mourão, Lorraine Martins und Vanessa Sena in der 4-mal-100-Meter-Staffel.

## Persönliche Bestzeiten
- 100 Meter: 11,52 s (+0,7 m/s), 16. August 2024 in Bragança Paulista
- 200 Meter: 23,61 s (+1,4 m/s), 13. April 2025 Bragança Paulista
- 100 m Hürden: 13,98 s (+0,5 m/s), 23. Mai 2021 in Bragança Paulista